# Căpățâni
Căpățâni (čti [kəpəcyn]) nebo Munții Căpățânii je pohoří v Rumunsku. Nachází se v Jižních Karpatech a jeho hlavní hřeben dlouhý přes 70 kilometrů se táhne ve směru východ-západ. Jeho východním sousedem je pohoří Cozia a na severovýchodě sousedí s Fagarašem. Obě tato horstva jsou oddělená hlubokým kaňonem řeky Olt. Severním sousedem je pohoří Lotru, oddělené stejnojmennou řekou. Jediným přímým sousedem je tak pohoří Parâng na západě, od kterého jsou Căpățâni odděleny sedlem Curmatura Oltețului.

## Popis hor a jejich geologie

### Geologie
Po geologické stránce převažují krystalické břidlice a žula. Hlavní hřeben je vymodelován do oblých a značně rozsáhlých travnatých kopců, v nižších polohách jsou rozsáhlé lesy. Oblast centrálního hřebene je intenzivně pastevecky využívána. Ve východních částech v oblasti Narațu se vyskytují rozsáhlé slepencové oblasti. Dalším căpățânským fenoménem jsou dvě vápencové kry, které vystupují po obou stranách hlavního hřebene. Na severozápadě je to nižší Tirnovu, na jihovýchodě je to známý hřeben Buila.

### Popis masivů
Pohoří lze rozdělit do šesti větších celků:
1. na východě to je masiv Narațu
2. na jihovýchodě masiv Buila
3. na severozápadě masiv Tirnovu
4. na severovýchodě masiv Zmeuret
5. centrální část pohoří masiv Ursu
6. na západě masiv Nedeia

První tři masivy jsou geologicky odlišné a neleží na hlavním hřebeni. Masivy hlavního hřebene Zmeuret, Ursu a Nedeia však tvoří nejznámější podobu Căpățânských hor. Jde o rozsáhlé travnaté oblasti, kde je značně rozšířeno pastevectví.

#### Narațu
Tato část hor je značně skalnatá a nedostupná, vzhledem připomíná Súľovské skály, ale je mnohem vyšší (nejvyšší vrchol Narațu dosahuje 1509 metrů). Většina tohoto masivu je tvořena vápenci a slepenci. Je zde vymodelováno několik soutěsek a rozsáhlých skalních měst. Téměř celá tato oblast je zahrnuta do národního parku Cozia. Masiv je vymezen potokem lui Stan na západě, který jej odděluje od hřebene lui Stan masivu Zmeuret. Severní hranicí je řeka Lotru. Na severovýchodě leží větší městečko Brezoi. Na východě je masiv Narațu oddělen od pohoří Cozia soutěskou řeky Olt. Jižní hranice není výrazněji definovaná, masiv klesá do nížin. Na západě je hranice masivu vymezena říčkou Clinele od hřebene Icoanei a masivu Buila.
Oblast je značně chaoticky uspořádaná s množstvím hřebenů a hlubokých roklí. S hlavním hřebenem je masiv Narațu spojen přes hřebínek Claia cu Brazi (1416 m). Severním směrem od Claia cu Brazi pokračuje nejskalnatější část Narațu přes vrcholy Narațu (1509 m), Verdeșu (1280 m), Cirligele Olaneștilor (1221 m) a Viltureasa (1449 m). Od Viltureasy hory velmi strmě spadají do údolí řeky Lotru. Od hory Verdeșu se východním směrem odděluje nižší a zalesněnější hřebínek lui Pavel. Jižním směrem od Claia cu Brazi jsou hory podstatně lesnatější a méně skalnaté, pokračují přes plošinu Jiliști na horu Dosu Pamintului, kde se hřeben dělí na východnější Roștea (končí u lázní Călimănești) a jižním směrem vedoucí Gropița (končí u lázní Baile Olanești).
V masivu Narațu je hustá síť turistických stezek, které pro české turisty teprve čekají na své objevení. Velmi náročný, ale nádherný je výstup z Brezoi na Viltureasu, oblíbená je i soutěska Lotrișor s jedinou horskou chatou v masivu a umělým vodopádem proudícím přímo z jeskyně. Za návštěvu stojí i dvoje zmiňované lázně a velké množství klášterů v oblasti. Značení je bohužel velmi zastaralé a masiv je přístupný pouze pro zkušené turisty. Problémy jsou i se značnými převýšeními, velmi obtížnými skalnatými pasážemi (především na severních stezkách po hřebenech Viltureasa a Claia cu Brazi) a nedostatkem zdrojů vody.

#### Buila

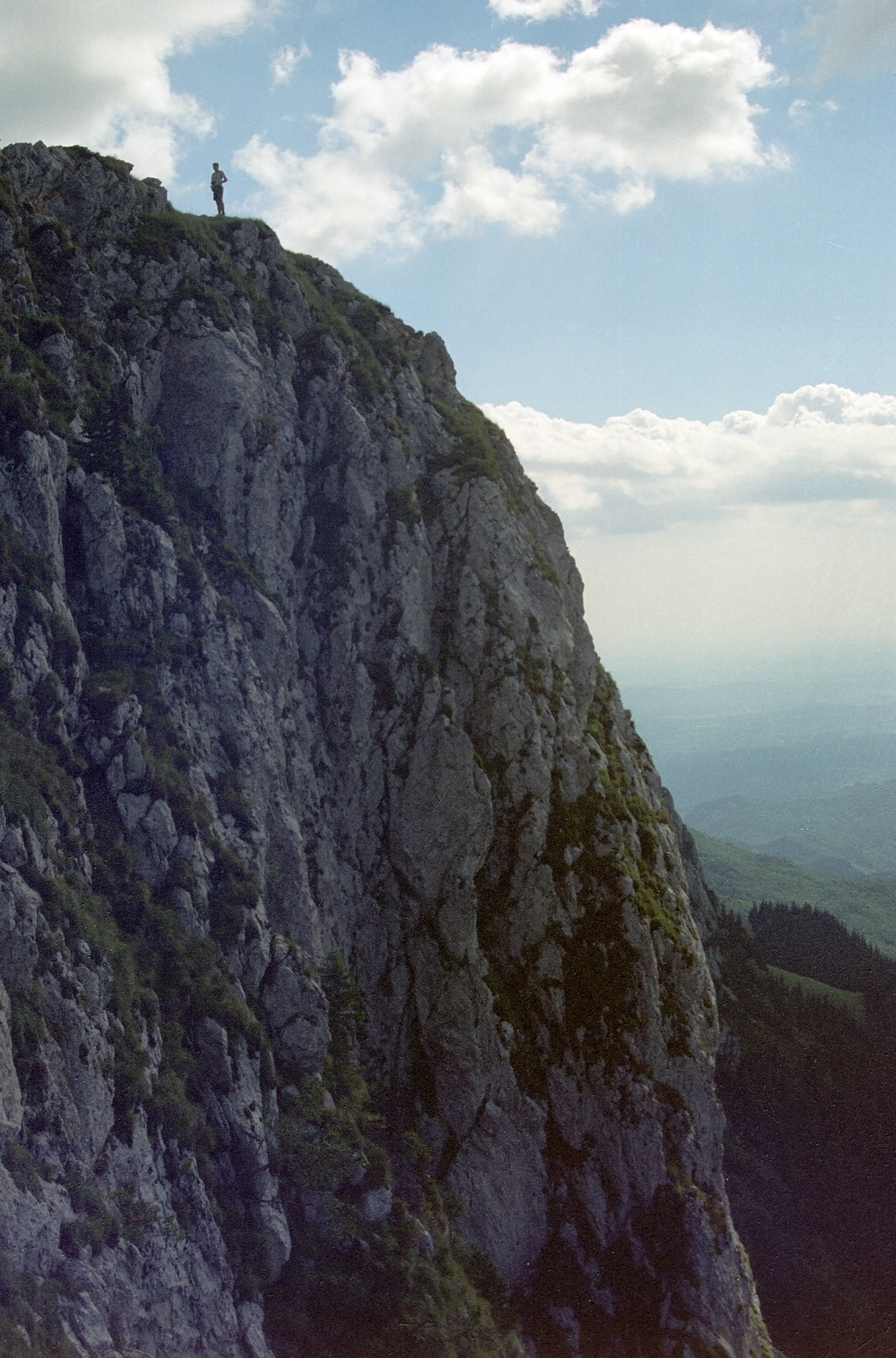
vrchol Vânturarița (1885m), hřeben Buila-Vânturarița, Căpățâni

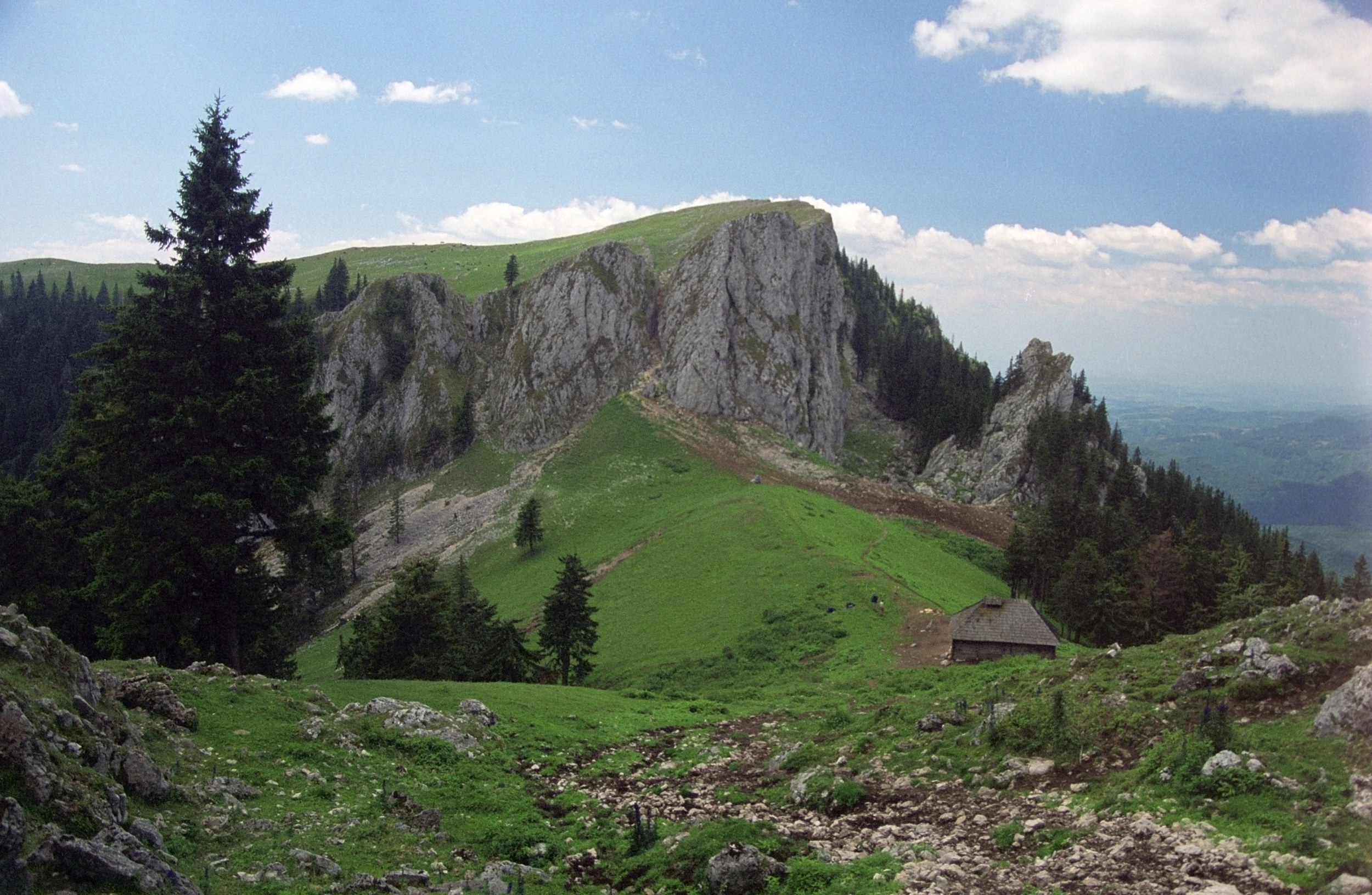
sedlo Curmătura Builei, hřeben Buila-Vânturarița, Căpățâni

Mnohem známější je hřeben Buila (někdy se nazývá Buila-Vânturarița podle dvojice nejvýznamnějších vrcholů), který je chráněn národním parkem Buila-Vânturarița. Jde o vápencovou a dolomitovou kru, která se velmi strmě tyčí z okolních lesů. Buila leží souběžně s hlavním hřebenem pohoří a s hlavním hřebenem Căpățânů je spojena hřebínkem Lespezi. Samotný hřeben je především ve východní polovině neobyčejně skalnatý a jeho přechod lze ohodnotit až II. stupněm UIAA horolezecké obtížnosti. Vrcholem Vânturarița dosahuje výšky 1885 metrů. Dalšími výraznými vrcholy jsou Buila (1849 m) a velmi skalnatý Vioreanu (1866 m).
Celý tento hřeben je dlouhý 14 kilometrů, na obou koncích se nachází několik hlubokých soutěsek, z nichž ta největší Cheia je zároveň nejmohutnější soutěskou v Karpatech. Další významné soutěsky jsou od západu: Bistriței, Costești, Cheia a Olanești. Jižním okrajem je hora Cacova, geologicky však k Buile ještě náleží hora Arnota (1184 m), která je však od masivu oddělena soutěskou Costești. Arnota je však přímo spojena s masivem Zmeuret přes nízký hřeben Netedu. Na severozápadě hřebene leží zmiňovaná soutěska Cheia, která od Buily odděluje skalnatý Stog (1494 m). Tento štít vybíhá také z masivu Zmeuret od kopce Gera.
V oblasti se nachází mnoho turistických tras, některé jsou však velmi obtížné. Nejnáročnější je asi přechod hřebene přes hory Vioreanu a Vânturarița (po značce červený bod, místy až II. stupeň UIAA). Obtížný je i průchod soutěskou Cheia, kde lze jít po značené stezce, která stoupá stovky metrů nad řeku (velmi strmé a závraťové, místy chůze po sypkém chodníku stovky metrů nad propastí), nebo přímo dnem soutěsky (pouze za nižších vodních stavů, turista se nevyhne brodění a náročnému lezení po kluzkých kamenech. Po hřebenovce je to druhá nejnáročnější túra). V masivu se nachází turistická útulna ve výrazném sedle Builei, dále pak horská chata Cheia, která leží na horním konci soutěsky Cheia. Bývá však otevřená jen o víkendech. Nachází se zde významné lázně Baile Olanești. Významné jsou i kláštery v oblasti, například Pahomie, Ezer, Patrunșa, Arnota a Bistrița. Nachází se zde i několik nádherných pousteven.

#### Tirnovu
Na opačné straně pohoří, než Buila leží geologicky i orientací hřebene podobný masiv Tirnovu, tento však není tak morfologicky výrazný. Je dlouhý asi 15 kilometrů a táhne se ve směru jihozápad - severovýchod. Severní hranicí masivu je právě řeka Latorița, za ní se táhne hřeben Repezi v pohoří Latoriței. Na západě Tirnovu sousedí s masivem Nedeia na centrálním hřebeni Căpățânů, jižní hranici pak tvoří masiv Ursu taktéž na hlavním căpățânském hřebeni. Masiv Ursu je od Tirnovu oddělen hlubokým údolím řeky Repedea. Na východě Tirnovu spadá do údolí řeky Latorița, končí na jejím soutoku s řekou Repedea.
Hřeben vybíhá z hory Negovanu (2064 metrů) v masivu Nedeia a je od hlavního hřebene oddělen sedlem Curmatura Gropiței (1599 metrů). Ihned za tímto sedlem se vypíná nejskalnatější a nejvyšší část masivu Piatra Tirnovului (1879 metrů) - v těchto místech je náročnost až I. stupeň UIAA. Hřeben postupně klesá přes Tirnovu Mic a Tirnovu Mare (1840 m) do údolí řeky Latorița k vesnici Ciungetu.
Masiv Tirnovu je zahrnut do dvou chráněných rezervací. První a menší z nich chrání skály na hoře Piatra Tirnovului, druhou rezervací je Latorița, která chrání soutěsku této řeky, hřeben Culmea Părăginosu v pohoří Latoriței a severozápadní svahy Tirnovu. Turisticky je hřeben navštěvován minimálně, jeho přechod je jednodenní záležitostí se střední fyzickou i technickou obtížností. Vede zde hřebenová trasa, dále pak její traverz a nástup ze soutěsek od severu. Pro české turisty je to prozatím málo známý kout rumunských Karpat.

#### Zmeuret
Je to nejvýchodnější část hlavního hřebene pohoří Căpățâni. Masiv Zmeuret je orientovaný ve směru východ - západ, k jihu vybíhají poměrně dlouhé boční hřebeny. Nejvyšším vrcholem je 1990 metrů vysoký východní vrchol hory Preota. Všechny severní hřebeny masivu Zmeuret jsou velmi krátké, zalesněné a strmě spadají do údolí Lotru.
Hřeben na východě začíná u soutoku potoka lui Stan s řekou Lotru u vesnice Valea lui Stan. Strmě stoupá na zalesněný vrchol Plaiu lui Stan (1450 m), kde se odděluje hřeben Claia cu Brazi, který náleží k masivu Narațu. Hlavní hřeben nadále stoupá přes místa, kde se odděluje boční hřeben Icoanei, až na horu Gera (1886 m), kde začínají pastviny. Na tomto místě se odděluje další boční hřeben Prislop kulminující horou Stog v národním parku Buila. Tento boční hřeben končí u lázní Baile Olanești a tvoří jednu stranu soutěsky Cheia.
V masivu dál pokračují jeho nejvyšší partie hory Preota až k horskému uzlu několika hřebenů Zmeuret (1979 m), podle kterého se právě tato oblast jmenuje. K severu vybíhá krátký hřebínek k osadě Malaia, k jihu pak hřeben Lespezi, který se brzy dělí a jeho stejnojmenná východní část pokračuje jako spojnice s masivem Buila. Západnější hřeben se zve Netedu a na jihu vrcholí horou Arnota (1184 m), která je výraznou krajinnou dominantou a na svém východním i západním úbočí tvoří soutěsky Costești a Bistriței. Východnější hřeben se zve Lespezi a je vlastně spojnicí s masivem Buila.
Hlavní hřeben Căpățânů poté klesá do zalesněných partií v sedle Zănoaga a dalším klesnutím do významného sedla Rodeanu se přibližuje jen těsně nad hranici 1600 metrů. Masiv Zmeuret zde končí a hlavní hřeben dál k západu pokračuje masivem Ursu. Mezi sedly Zănoaga a Rodeanu se odděluje další významný jižní boční hřeben Cuca (nejvyšší vrchol Gura Ursului se 1722 metry).

#### Ursu
Uprostřed Căpățânů se tyčí další horský masiv hlavního hřebene, který je charakteristický rozsáhlými travnatými kopci. Na rozdíl od masivu Zmeuret je významný i rozsáhlými suťovisky a zbytky ledovcové činnosti. V tomto masivu se vyskytují neobyčejně dlouhé boční hřebeny a také jediné významné horské jezero v Căpățânech.
Od sedla Rodeanu hory prudce stoupají na první nezalesněný kopec Cocora (1899 m), jehož východní vrchol Văleanu tvoří významný a dlouhý boční hřeben Clăbucet vybíhající tradičně k jihu. Tento zprvu nenápadný boční hřeben je jedním z nejdelší v pohořích a tvoří západní svahy soutěsky Bistriței. Hlavní hřeben od kopce Cocora nadále postupně stoupá přes několik bezejmenných vrcholů na nejvyšší kopec masivu Ursu (2124 m). Jedná se o hejkrásnější výhledový bod na hřebeni Căpățânů a také o křižovatku několika hřebenů. Severním směrem vybíhá jeden z nejvýznamnějších a nejrozsáhlejších bočních hřebenů La Iezer. Nejprve velmi strmě klesá do sedla Popeștilor (950 m), aby se za ním stočil k východu a tvořil zde rozsáhlý zalesněný kopec Chica Popii (1066 m). Přibližně v půlce cesty mezi horou Ursu a sedlem Popeștilor leží zmiňované jezero La Iezer. K jihu od hory Ursu vybíhá významný a velmi rozvětvený hřeben Piatra Roșie (1810 m). Tento hřeben se na vrchol lui Roman (1789 m) větví na 4 hřebeny, z nichž dva nejzápadnější Ursuleț a Dobre klesají hluboko do nížin. Celý boční hřeben Piatra Roșie je intenzivně pastevecky využíván.
Hlavní hřeben z hory Ursu klesá do sedla Căpațina, aby brzy vystoupil na stejnojmenný 2094 metrů vysoký vrchol. Podle této hory se právě Căpățâni jmenují. Název značí lebku, případně přilbu. Z této hory vybíhá i stejnojmenný krátký boční hřeben. Následuje sedlo Funicel (1820 m), které odděluje masiv Ursu od posledního masivu na hlavním căpățânském hřebeni Nedeia.

#### Nedeia
Poslední masiv Căpățânů je zároveň masivem nejvyšším. Vyznačuje se velmi rozlehlými pastvinami a dlouhými bočními hřebeny. Začíná kopcem Funicel (1952 m) a následujícím vrcholem Beleoaia (2109 m), kde se hlavní hřeben prudce stáčí k severu. Od hory Funicel vybíhá další boční hřeben Cășăriei (1721 m), který se opět dělí na stejnojmenné hoře na západnější a kratší hřeben Zăvidanu a východnější Cășăriei. Jižní boční hřeben se odděluje i od kopce Beleoaia. Zve se Corșor, dosahuje maximální výšky 1963 metrů horou Cujba a jeho západní svahy spadají do údolí řeky Olteț, která odděluje Căpățâni od západnějšího Parângu. I hřeben Corșor se několikrát dělí, hlavně v těch nejnižších a nejzalesněnějších partiích, kde tvoří několik soutěsek.
Hlavní hřeben od hory Beleoaia klesá severním směrem přes několik sedel, aby nakonec vystoupal na nejvyšší kopec celého pohoří Nedeia (2130 m). Zde se stáčí k severozápadu ke kopci Negovanu, kde se odděluje nejvýznamnější severní boční hřeben Tirnovu. Căpățâni poté postupně klesají stále severovýchodním směrem do sedla Curmatura Oltetului, kde končí pohoří Căpățâni a začíná Parâng.

## Vodstvo
Căpățâni jsou celé obklopeny několika řekami, v jižních svazích jich několik pramení. V celém pohoří se vymodelovalo několik soutěsek: na severozápadě pod východními svahy hřebene Tirnovu je to Repedea a kaňon řeky Latorița, na východě jsou to Sețului, Lotrișol, Puturoasa, Poștel a kaňon řeky Olt. Na jihovýchodě jsou to již zmíněné soutěsky v masivu Buila Olanești, Cheia, Costești a Bistriței. Na jihozápadě pak dvě menší Cerna a Tarția a významnější Polovragi.
V Căpățânech se nachází pouze jedno významnější přirozené jezero. Jde o La Iezer na severním hřebenu hory Ursu. V podhůří je ale vybudováno několik přehradních nádrží.

## Turistika
Pohoří je turisticky velmi málo známé. Jedinou výjimkou je masiv Buila, jinak jde o divočinu. Značení je velmi zastaralé, nicméně i sem si hledají turisté svou cestu. Oblíbený je například souvislý hřebenový přechod s napojením na významnější Parâng. Při této příležitosti se často navštěvuje i zmíněný masiv Buila. Neopakovatelné trasy jsou však vedeny i v oblasti Narațu. A přechod hřebene Tirnovu jistě také zaujme. Samotný hlavní hřeben je však spíše zdlouhavou cestou po široké kamenité cestě skrz nekonečné obzory travnatých kopců.
V pohoří se také nachází mnoho nádherných pravoslavných klášterů. Především v jihovýchodních údolích jde o kláštery: Cozia, Frașinet, Andreiești, skalní poustevna na Dosu Pamintului, Tisa, Ezer, Pahomie, Patrunșa, Arnota, Bistrița a Hurezi. Na jihozápadě se nachází klášter Polovragi.